# High Moon Studios
High Moon Studios, Inc. (anteriormente Sammy Entertainment Inc. e Sammy Studios, Inc. ) é uma desenvolvedora de jogos eletrônicos americana formada inicialmente em 2001. Depois de quase um ano como estúdio independente, a desenvolvedora foi adquirida pela Vivendi Games em janeiro de 2006 e colocada sob a Sierra Entertainment. Agora é propriedade da Activision Blizzard, sucessora da Vivendi Games e controladora da Activision.  Ela desenvolveu vários jogos como Transformers e ajudou no desenvolvimento de jogos selecionados de Call of Duty, bem como Destiny.

## História
A High Moon Studios foi formada em abril de 2001 como uma divisão da editora japonesa Sammy, inicialmente conhecida como Sammy Entertainment e mais tarde renomeada como Sammy Studios no ano seguinte, para desenvolver e publicar jogos na América. Depois que a Sammy se fundiu com a Sega para formar a Sega Sammy Holdings em 1 de outubro de 2004, a Sammy interrompeu todo o desenvolvimento de jogos eletrônicos na América para se concentrar em suas produções japonesas e planejou fechar o Sammy Studios como parte disso. No entanto, em 3 de março de 2005, Sammy Studios foi adquirido por um grupo liderado pelo presidente e CEO John Rowe, e renomeado como High Moon Studios. Voltando-se apenas para o desenvolvimento de jogos, o estúdio continuou o desenvolvimento de jogos de sua época como Sammy Studios, incluindo o atirador de terror ocidental Darkwatch. Em janeiro de 2006, foi anunciado que a Vivendi Universal Games havia adquirido o estúdio. Após a fusão da Vivendi e Activision, High Moon tornou-se uma subsidiária da Activision Blizzard. 
Após a conclusão de Deadpool, a Activision demitiu 40 funcionários em tempo integral da High Moon Studios que trabalharam no projeto. A Activision afirmou: "A Activision Publishing trabalha de forma consistente para alinhar seus custos com suas receitas - este é um processo contínuo, com a conclusão do desenvolvimento de Deadpool, estamos reduzindo a equipe da High Moon Studios para alinhar melhor nosso talento de desenvolvimento com nossa lista."

## Jogos desenvolvidos
| Ano  | Título                                  | Plataforma(s) | Plataforma(s) | Plataforma(s) | Plataforma(s) | Plataforma(s) | Plataforma(s) | Plataforma(s) | Plataforma(s) | Plataforma(s) |
| Ano  | Título                                  | PS2           | PS3           | PS4           | PS5           | Win           | Xbox          | X360          | XOne          | XSX           |
| ---- | --------------------------------------- | ------------- | ------------- | ------------- | ------------- | ------------- | ------------- | ------------- | ------------- | ------------- |
| 2005 | Darkwatch                               | Sim           | Não           | Não           | Não           | Não           | Sim           | Não           | Não           | Não           |
| 2008 | Robert Ludlum's The Bourne Conspiracy   | Não           | Sim           | Não           | Não           | Não           | Não           | Sim           | Não           | Não           |
| 2010 | Transformers: War for Cybertron         | Não           | Sim           | Não           | Não           | Sim           | Não           | Sim           | Não           | Não           |
| 2011 | Transformers: Dark of the Moon          | Não           | Sim           | Não           | Não           | Não           | Não           | Sim           | Não           | Não           |
| 2012 | Transformers: Fall of Cybertron         | Não           | Sim           | Sim           | Não           | Sim           | Não           | Sim           | Sim           | Não           |
| 2013 | Deadpool                                | Não           | Sim           | Sim           | Não           | Sim           | Não           | Sim           | Sim           | Não           |
| 2014 | Call of Duty: Advanced Warfare          | Não           | Sim           | Sim           | Não           | Sim           | Não           | Sim           | Sim           | Não           |
| 2014 | Destiny                                 | Não           | Sim           | Sim           | Não           | Não           | Não           | Sim           | Sim           | Não           |
| 2016 | Call of Duty: Modern Warfare Remastered | Não           | Não           | Sim           | Não           | Sim           | Não           | Não           | Sim           | Não           |
| 2017 | Destiny 2                               | Não           | Não           | Sim           | Não           | Sim           | Não           | Não           | Sim           | Não           |
| 2019 | Call of Duty: Modern Warfare            | Não           | Não           | Sim           | Não           | Sim           | Não           | Não           | Sim           | Não           |
| 2020 | Call of Duty: Black Ops Cold War        | Não           | Não           | Sim           | Sim           | Sim           | Não           | Não           | Sim           | Sim           |
| 2021 | Call of Duty: Vanguard                  | Não           | Não           | Sim           | Sim           | Sim           | Não           | Não           | Sim           | Sim           |
| 2022 | Call of Duty: Modern Warfare II         | Não           | Não           | Sim           | Sim           | Sim           | Não           | Não           | Sim           | Sim           |
| 2023 | Call of Duty: Modern Warfare III        | Não           | Não           | Sim           | Sim           | Sim           | Não           | Não           | Sim           | Sim           |
| 2024 | Call of Duty: Black Ops 6               | Não           | Não           | Sim           | Sim           | Sim           | Não           | Não           | Sim           | Sim           |